# Louis Althusser

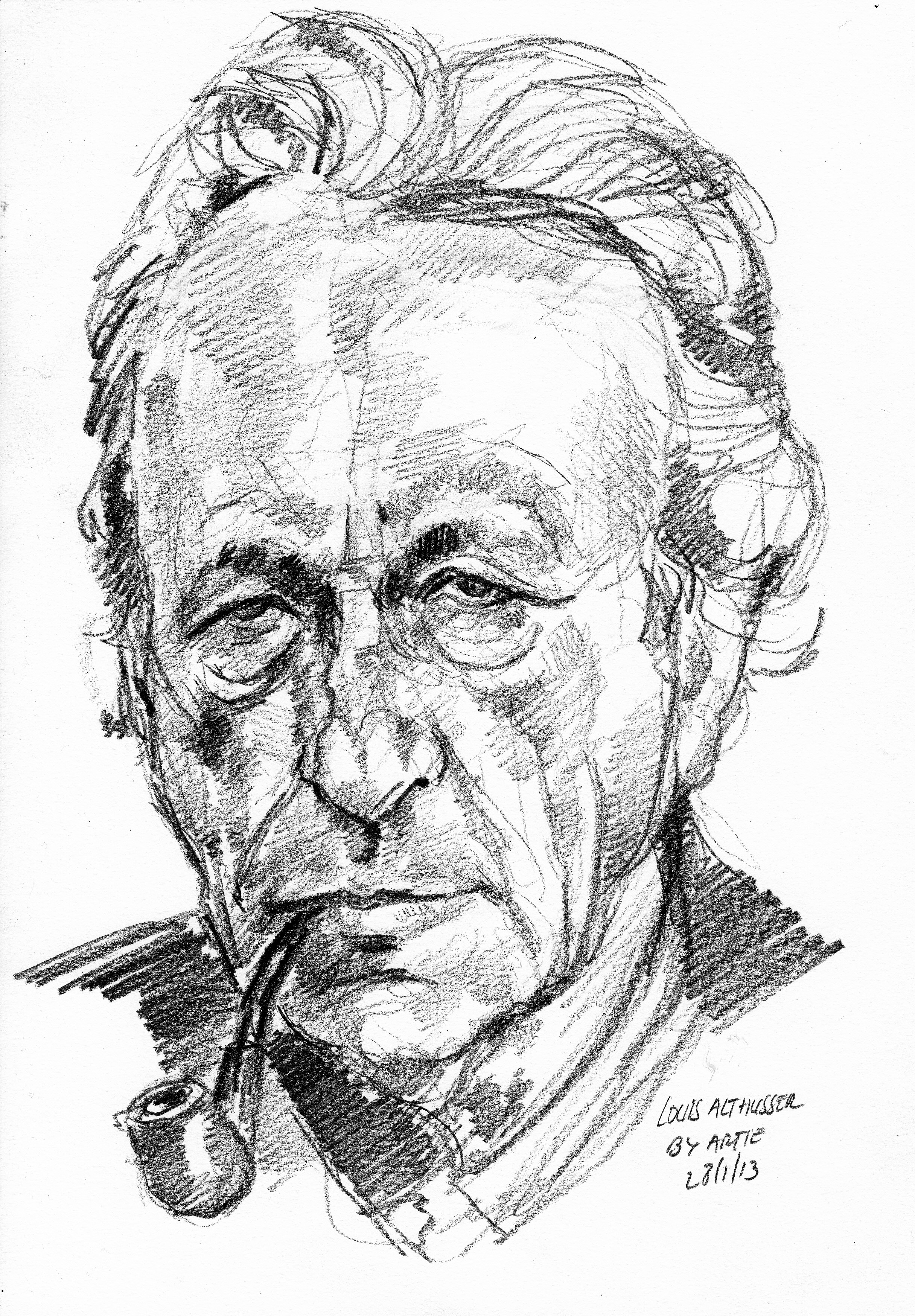
Louis Althusser, Porträt von Arturo Espinosa, 2013

Louis Althusser [lwi altyˡsɛʁ] (* 16. Oktober 1918 in Bir Mourad Raïs im Département d’Alger, Französisch-Algerien (heute Algerien); † 22. Oktober 1990 in La Verrière im Département Yvelines) war ein französischer Philosoph. Insbesondere in den 1960er und 1970er Jahren hatte er großen Einfluss auf die Weiterentwicklung des Marxismus. Althusser war u. a. Lehrer von Alain Badiou, Michel Foucault, Jacques Derrida, Maurice Godelier, Nicos Poulantzas, Jacques Rancière, Étienne Balibar, Régis Debray, Bernard-Henri Lévy und Jacques-Alain Miller.

## Leben

### Kindheit und Jugend
Louis Althusser wurde am 16. Oktober 1918 in Algerien geboren. Seine Vorfahren stammten aus dem Elsass und waren nach dem Deutsch-Französischen Krieg 1870/71 ins französische Algerien emigriert. In seinen autobiographischen Schriften Die Zukunft hat Zeit (L’avenir dure longtemps) und Die Tatsachen (Les faits) beschreibt Althusser, wie er im Norden des damals französischen Algeriens aufwuchs. Er schildert die gebirgige Landschaft und die politische Situation des Landes (aufständische Stämme). Sein Vater, Charles Althusser, war Bankier, und der Sohn beschreibt ihn als autoritär, streng katholisch und der Erziehung gegenüber gleichgültig; seine Mutter erscheint als frustriert und besitzergreifend. Sie wollte vor dem Ersten Weltkrieg den Bruder seines Vaters (Louis Althusser) heiraten, doch dieser starb an der Front bei Verdun. Althusser warf seiner Mutter vor, ihn als Ersatzpartner für ihren verstorbenen Ehemann in spe genommen zu haben. Er schildert sie als bürgerlich-katholisch.
Aus beruflichen Gründen zog die Familie 1930 nach Lyon, wo Althusser auf das konservative Lycée du Parc ging. Dort bewegte er sich in einem katholischen, monarchistischen und antisemitischen Milieu. In dieser Zeit startete er erste Versuche eines politischen Engagements, allerdings noch auf konservativ-katholischer Seite. Althusser meinte, er habe damit seine körperliche Schwäche und fehlende Durchsetzungsfähigkeit kompensieren wollen. Von 1936 an bereitete er sich intensiv auf ein Studium vor und gründete 1937 am Lycée de Paris in Lyon eine Sektion der Organisation katholischer Studenten. Bereits in diesen Jahren kam es zu ersten schweren Depressionen. 1939 wurde er Student an der Pariser Elitehochschule École normale supérieure.
Nach der französischen Niederlage geriet Althusser 1940 in Kriegsgefangenschaft, konnte das Studium nicht fortsetzen und war bis Kriegsende 1945 als Kriegsgefangener im Stalag X A bei Schleswig. Hier machte er beeindruckende Erfahrungen mit politisch aktiven kommunistischen Arbeitern. In der Gefangenschaft erlebte er weitere gesundheitlich beeinträchtigende Phasen mit Depressionen.

### Studium und Politisierung
Nach dem Krieg nahm er das Studium wieder auf und studierte gegen den Willen seines Vaters Philosophie an der École normale supérieure. 1946 lernte Louis Althusser seine Frau Hélène Rytmann (Légotien) kennen. Nach einer längeren politischen Orientierungsphase entschied er sich für den Kommunismus und trat 1948 der Kommunistischen Partei Frankreichs (PCF) bei – möglicherweise auch durch den Einfluss seiner Frau. Beruflich entschied sich Althusser für eine Universitätslaufbahn.
In den 1950er Jahren betätigte er sich als Stalinist und bekämpfte reformistische Bestrebungen in der PCF. Seine erste wichtige Veröffentlichung kam 1959 heraus und hatte Charles de Secondat, Baron de Montesquieu zum Gegenstand. In weiteren Veröffentlichungen ging es ihm vorrangig um die Beantwortung der Frage, worin der Charakter des wissenschaftlichen Marxismus und der ihm entsprechenden Philosophie bestehe. Dabei war er auf der Suche nach einem „dritten Weg“ jenseits des offiziell in den kommunistischen Parteien verurteilten stalinistischen Dogmatismus. In seinen ersten beiden marxistischen Publikationen Pour Marx, erschienen 1965, (Für Marx, auf Deutsch 1968) und Lire le Capital, erschienen 1965, (Das Kapital lesen, auf Deutsch 1973) stellt er die Grundrisse seiner sehr „eigenwilligen wie rigorosen Marx-Interpretation“ vor. Im Zuge der 68er-Bewegung und des Pariser Mai hoffte er auf die Revolution, deren Nichtzustandekommen ihn dann noch lange beschäftigte. Er hielt einen Umsturz gegen Charles de Gaulle und den Staat für greifbar nahe. Einer seiner wichtigsten Weggefährten war Étienne Balibar, andere Schüler waren Michel Foucault, Nicos Poulantzas und Bernard-Henri Lévy. Althusser ging davon aus, dass es in Marx’ Werken einen „epistemologischen Bruch“ zwischen dem frühen und dem reiferen Karl Marx gebe. Diese These wurde aber von vielen Kritikern, z. B. Raymond Aron, angezweifelt. Gleichzeitig unterzog er Marx einer philosophischen, strukturellen Betrachtung. Man kann die von Althusser getroffenen Erkenntnisse aber nur bedingt den damaligen Strukturalisten zuordnen.
In den 1970er Jahren ging Althusser zur Parti communiste français (PCF) zunehmend auf Distanz. Dieser Wandlungsprozess war vermutlich auch (wieder) durch seine Frau beeinflusst, die selbst aus der PCF austrat. Ansätze dazu finden sich in seinen Veröffentlichungen Was ist revolutionärer Marxismus? (erschienen 1973) und in dem 1974 veröffentlichten Essay Elemente der Selbstkritik (im Deutschen 1975 erschienen).
Gleichzeitig nahm Althusser ein neues Themenfeld auf. In seiner Arbeit Ideologie und ideologische Staatsapparate (ISA) – erschienen 1977 – untersuchte er, wie in Familie, Schule und Kirche das Bewusstsein der Menschen ideologisch geformt wird. Er sah diese ISA als notwendige Ergänzung zu den Repressiven Staatsapparaten (RSA) wie Polizei, Militär und Geheimdiensten an. Die ISA seien nicht nur im ideologischen Überbau lokalisiert, sondern hätten auch eine Verankerung in der materiellen Basis. Für großes Aufsehen sorgte Althusser 1977 auf einer internationalen Tagung in Venedig zur Dissidenz in Osteuropa, wo er seinen Vortrag unter die Überschrift Endlich ist die Krise des Marxismus angebrochen stellte. Diese Auseinandersetzungen führte er in seiner Arbeit Die Krise des Marxismus (erschienen 1978) fort und übte zugleich heftige Kritik am politischen Kurs der Parti communiste français (PCF) unter Georges Marchais (1920–1997).
1977 unterschrieb er mit etwa sechzig weiteren Intellektuellen einen Appell zur Entkriminalisierung der Pädophilie, der in den Zeitungen Libération und Le Monde erschien. Initiator des Appells war der pädophile Schriftsteller Gabriel Matzneff.

### Psychische Probleme und Tötung seiner Frau
Am 16. November 1980 erdrosselte Althusser seine Ehefrau Hélène Rytmann. Die genauen Umstände ihres Todes blieben ungeklärt. Althusser behauptete, er könne sich an das Ereignis nicht erinnern. Er kam nicht vor Gericht. Das Ermittlungsverfahren gegen ihn wurde 1981 eingestellt. Er war bis 1983 in der geschlossenen psychiatrischen Anstalt des Sainte-Anne-Krankenhauses untergebracht.
Zehn Jahre lebte Althusser in psychiatrischen Anstalten, die er auch nur für kurze Zeiten, in denen die Ärzte etwas Hoffnung schöpften, verlassen durfte. In einer dieser Phasen vermeintlicher Besserung, im Frühjahr 1985, arbeitete er an einem Manuskript mit einem Umfang von mehr als 300 Seiten, in dem er versuchte, sein Leben, seine Entwicklung und die ihn fast das ganze Leben begleitende Psychose bis zum Mord an seiner Frau darzustellen. Streckenweise liest sich dieses Manuskript nicht nur wie ein Querschnitt durch die Entwicklung der französischen Bourgeoisie des 20. Jahrhunderts, sondern auch durch die Entwicklung der Psychiatrie und der Psychopharmaka. Althusser schildert hier, wie er – beginnend mit familiären Konflikten und verstärkt seit seiner deutschen Kriegsgefangenschaft – psychische Störungen entwickelte. Er musste sich regelmäßig gegen depressive Schübe behandeln lassen, bekam Medikamente und Elektroschocks. Arbeitsunterbrechungen und manische Arbeitsanfälle wechselten sich immer wieder ab.

### Spätwerk
Louis Althusser verstarb am 22. Oktober 1990. Sein letztes Buch erschien posthum im April 1992 unter dem Titel Die Zukunft hat Zeit (L’avenir dure longtemps). Darin enthalten sind zwei Texte aus seinem Nachlass: eine kurze Skizze aus dem Jahre 1976, die er für ein Zeitschriftenprojekt seines Schülers Régis Debray angefertigt hatte, sowie jenes große Manuskript aus dem Jahre 1985, dem Althusser ursprünglich den Titel Kurze Geschichte eines Mörders gegeben hatte. Dieses Manuskript soll ausdrücklich keine Autobiographie, sondern, wie er schreibt, eher eine „Traumbiographie“ sein: „In diesen Erinnerungsassoziationen will ich mich ausschließlich an Tatsachen halten“. Er beschreibt Episoden seines eigenen Lebens, das Versagen seines Elternhauses, die Rahmenbedingungen seiner intellektuellen Entwicklung, seine Hoffnungen und den Wunsch, an der Lösung der Weltprobleme teilzuhaben, aber auch die Zeit der Internierungen. Im Mittelpunkt dieses Textes steht jedoch seine Frau Helene und Althussers (Liebes-)Beziehung zu ihr.
Zum Spätwerk gehören weitere Essays, etwa über den „aleatorischen Materialismus“. Antonio Negri hat dieses Thema später aufgegriffen. Althusser untersucht darin die Bedeutung des Zufalls für materielle Prozesse und geht in seiner Untersuchung bis auf Rousseau, Hobbes, Spinoza und Machiavelli zurück, mit denen er sich schon zu Beginn seiner philosophischen Laufbahn beschäftigt hat.
Er bewertet in seinen Spätwerken auch die Sowjetunion: Die Politik der Sowjetunion sei weitgehend nachvollziehbar gewesen, und er zeigt sich überzeugt, dass die Reformpolitik Michail Gorbatschows die Systemschwächen überwinden könne.

## Theorie
Althusser, der unter anderem von der Psychoanalyse Jacques Lacans, von der politischen Theorie Antonio Gramscis, von der Philosophie Spinozas sowie von der Épistémologie Gaston Bachelards beeinflusst war, unterzog das Werk von Karl Marx einer strukturalistischen Analyse.
Althusser spielte in den marxistischen Diskussionen Frankreichs, Italiens und Lateinamerikas eine wichtige Rolle, doch in der DDR und BRD blieb Althusser die Anerkennung weitgehend verwehrt. Auch wenn er zwischendurch immer wieder in Vergessenheit zu geraten scheint, beeinflusst Althussers Denken wichtige Debatten. In den vergangenen Jahren integrierten zum Beispiel Judith Butler und Slavoj Žižek Althussers Begriff „Anrufung“ („Interpellation“) in ihre Subjekt-, Ideologie- und Gesellschaftstheorie. Die postmarxistischen Theoretiker Ernesto Laclau und Chantal Mouffe greifen außerdem seine Verwendung des psychoanalytischen Begriffs der Überdeterminierung auf. Elemente sind dann überdeterminiert, wenn sie nicht auf eine einfache Ursache zurückzuführen sind oder eine eindeutige Bedeutung haben, sondern sich aus mehreren Quellen speisen und sich gegenseitig beeinflussen.
Für Althusser gründen dialektischer wie historischer Materialismus auf dem Prinzip des Vorrangs der als Arbeit verstandenen Arten von Praxis. Alle Ebenen der sozialen Existenz sind verschiedene Praxen. Praxis bedeutet die Transformation eines (politischen, symbolischen, ökonomischen, ‚natürlichen‘) Ausgangsmaterials durch bestimmte Akteure, welche in einem spezifischen Kontext bestimmte (politische, symbolische, ökonomische, …) Produkte herstellen. Sie ist immer das determinierende Moment im Produktionsprozess. Althusser unterscheidet mehrere Arten von Praxis: theoretisch-wissenschaftliche, politische, ideologische und ökonomische. Die Konfiguration aller Praxisformen bildet die jeweilige Gesellschaftsformation. Die Akteure sind die in Klassen situierten und organisierten Menschen, die im Kontext historisch spezifischer Produktionsverhältnisse sowie politischer und ideologischer Verhältnisse agieren, so Althusser in Das Kapital lesen. Wissenschaften versuchen, theoretische Ideologien in (wissenschaftliches) Wissen zu transformieren.

### Ideologie und Ideologische Staatsapparate (ISA)
Althusser greift in seinem programmatischen Aufsatz Ideologie und ideologische Staatsapparate, der weit öfter rezipiert wird als seine Hauptwerke (Für Marx und Das Kapital lesen), die Frage auf, wie sich die kapitalistischen Produktionsverhältnisse in den (Alltags-)Ideologien der Subjekte reproduzieren. Er entwickelt in seinem Text die These, dass im Kapitalismus die Wiederherstellung der Arbeitskraft auch ideologisch geleistet werden müsse. Diese geschehe jedoch nicht einfach durch ein vom Überbau implantiertes „falsches Klassenbewusstsein“, vielmehr habe Ideologie eine eigene materielle Existenz jenseits der Dichotomie von Basis/Überbau.
Als Grundlage für seine Betrachtungen nimmt Althusser differenzierende begriffliche Unterscheidung des traditionell marxistischen Basis/Überbau-Schemas vor. Althusser unterscheidet in einem ersten Schritt zwischen den beiden Instanzen Staatsmacht und Staatsapparat. Als Staatsapparat wurden von Marx die rechtlichen und politischen Einrichtungen des Staates bezeichnet. Staatsmacht und Staatsapparat sind nach Althusser relativ autonom voneinander zu denken, d. h. der Besitz der Staatsmacht schließt nicht gleichzeitig bzw. notwendigerweise Besitz und die direkte Kontrolle des Staatsapparats ein. In einem weiteren Schritt differenziert er zwischen repressiven und ideologischen Staatsapparaten (RSA und ISA). Der RSA umfasst alle Institutionen, die auf die eine oder andere Weise „durch Gewalt funktionieren“ – womit physische Gewalt gemeint ist (auch ein Strafzettel fällt unter diesen Begriff). Der RSA besteht nur aus staatlichen bzw. öffentlichen Institutionen wie Polizei, Justiz, Gefängnisbehörden etc. Die ISA (z. B. Familie, Schule, Kirche, Massenmedien) hingegen wirken, wie der Name andeutet, primär durch Ideologie, können ggf. aber in zweiter Linie auch auf repressive Basis Rückbezug nehmen. Diese Unterscheidung ist idealtypisch zu verstehen, da es zwar keine reinen „Apparate“ gibt, aber i. d. R. eine dominierende Funktionsweise anzutreffen ist – so wirkt das Militär zum Beispiel sowohl durch physische Gewalt als auch durch Ideologie. Bei dieser Differenzierung ist eine Interdependenz zwischen RSA und ISA anzunehmen. Eine weitere Besonderheit betrifft die Struktur der Apparate: So ist der Repressive Staatsapparat nur im öffentlichen Sektor anzutreffen, die Ideologischen Staatsapparate sind hingegen sowohl öffentlich als auch privat-wirtschaftlich organisiert (z. B. private und öffentlich-rechtliche Massenmedien) – was aber laut Althusser obsolet ist, da nur die Funktionsweise eines Apparates zählt.
Das Ziel der ISA ist es, die obligatorische Ideologie der herrschenden Klasse in den Menschen zu verankern und ihr Weltbild der Ideologie entsprechend zu formen. Wichtig hierbei ist die Definition des Begriffes der Ideologie durch Althusser, er geht dabei von drei grundsätzlichen Hypothesen aus:
- Die Ideologie hat eine materielle Existenz
- Die Ideologie repräsentiert das imaginäre Verhältnis der Individuen zu ihren realen Existenzbedingungen
- Die Ideologie ruft die Individuen als Subjekte an

Die Macht der ideologischen Staatsapparate wirke durch aufgezwungene Rituale und durch die Anrufung der Subjekte durch Institutionen des großen Anderen (Jacques Lacan), beispielsweise Partei, Nation und Gott. Ideologie sei nicht einfach nur repressiv, sondern gebe den Individuen die Möglichkeit, sich als Subjekt innerhalb einer Gesellschaft zu konstituieren. Ideologie sei nach Althusser nicht nur „Manipulation“, sondern konstituiere überhaupt erst Subjekte – und diese verstünden sich trotz bzw. wegen ihrer Unterwerfungen als frei.

## Rezeption
Slavoj Žižek nannte ihn einmal einen „verschwindenden Vermittler“ zwischen marxistischer Tradition und den neuen, um „Entunterwerfung“ kämpfenden sozialen Bewegungen und ihrem theoretischen Pendant, für das die Bezeichnung „Poststrukturalismus“ gebräuchlich sei. Althusser habe dafür gestritten, dass „der Marxismus endlich beginnt, sich zu erkennen, wie er ist, und sich verändern wird“. In der in künftigen Klassenkämpfen anstehenden Transformation des Marxismus werde Althusser selbst vermutlich so etwas wie eine „abwesende Ursache“ sein, anwesend in den Wirkungen der Herausbildung einer neuen revolutionären Theorie und Praxis, die das Erbe von Marx und Lenin aus der épistéme des neunzehnten Jahrhunderts löse, um es in einen Bezugsrahmen einzubinden, der die Gesamtheit der Unterwerfungen, Einsperrungen und Disziplinierungen, die die Arbeitskraft als Ware konstituierten, an den Wurzeln packe.
Henning Böke schreibt: „Althussers bleibende Leistung als marxistischer Philosoph, der den revolutionären Marxismus immer als eine Art ‚Gegen-Marxismus‘ begriff, ist die, dass er, wohl ohne es selbst zu wissen, als Erster systematisch innerhalb des Marxismus jenen Paradigmenwechsel vollzogen hat, den als linguistic turn zu bezeichnen sich eingebürgert hat, indem er das aus der klassischen Philosophie überkommene Subjekt-Objekt-Paradigma durch ein diskursanalytisches ersetzte.“
Zu Althussers schärfsten Kritikern gehört der britische Historiker Tony Judt, der den Philosophen als „am Rande des Wahnsinns, sexuell obsessiv, größenwahnsinnig“ und – insbesondere, hinsichtlich seiner historischen Kenntnisse – „erstaunlich ignorant“, bezeichnete. Nicht nur Althussers unkritische und selektive Marx-Rezeption, sondern seine gänzliche Geschichtsvergessenheit, auch was den Marxismus selbst betreffe, sei augenfällig. Althusser beurteile den Marxismus nicht im Licht der geschichtlichen Entwicklung, was an sich geradezu un-marxistisch sei. Hinzu komme die Frage, was Wissen von Glauben bzw. Überzeugung unterscheide. In Althussers Epistemologie würden Probleme bei dieser Unterscheidung aus apriorischen Gründen ausgeschlossen, was letztlich in einer Tautologie ende. Judt bezeichnet dies als ein Grundproblem jeder marxistischen Philosophie: „Marxismus historisiert alles Wissen, bis auf jenes, das er selbst als Wahrheit anbietet.“
Auch der ehemalige Student Althussers Jacques Rancière avancierte zu einem harschen Kritiker seines ehemaligen Mentors. Hatte Rancière zuvor noch an der 1965 erschienenen Erstauflage zu Althussers Das Kapital lesen mitgewirkt, distanzierte er sich später deutlich von seinem Lehrmeister. In seiner umfangreichen Kritik La Leçon d’Althusser wirft Rancière Althusser vor, durch seine Vorstellungen einer starken intellektuellen Avantgarde eine Form des „Szientismus“ zu betreiben. Letztlich ginge es Althusser in dieser Hinsicht lediglich um die Verteidigung der Privilegien von Intellektuellen und nicht um die Verwirklichung der Gleichheit für alle. Für Rancière hatten die Aufstände im Mai 1968 in Frankreich hinlänglich bewiesen, dass Studierende und Arbeiter auch ohne die Anleitung marxistischer Intellektueller zur Organisation und Artikulation ihres Protestes fähig waren.

## Literarische Bearbeitung
Louis Althusser steht im Mittelpunkt von Lukas B. Suters Theaterstück Althusser oder auch nicht (1994).

## Schriften
- Für Marx. Suhrkamp, Frankfurt am Main 1968 (Original: Pour Marx, 1965); Neuausgabe 2011.
- Freud und Lacan. Merve, Berlin 1970, Internationale Marxistische Diskussion 10, (Original: Freud et Lacan, 1964/65).
- [et al.] Das Kapital lesen. Rowohlt, Hamburg 1972 (Original: Lire le Capital, 1965); vollständige Neuausgabe Westfälisches Dampfboot, Münster 2015, ISBN 978-3-89691-952-6.
- Lenin und die Philosophie. Rowohlt, Hamburg 1973 (Original: Lenin and Philosophy and Other Essays, 1971).
- Elemente der Selbstkritik. VSA, Berlin 1975.
- Ideologie und ideologische Staatsapparate. Aufsätze zur marxistischen Theorie. VSA, Hamburg/Berlin 1977. Darin u. a. der Aufsatz Ideologie und ideologische Staatsapparate. (1970), auch als pdf (Memento vom 10. Mai 2007 im Internet Archive); Neuausgabe 2010.
- Die Krise des Marxismus. VSA, Hamburg/Berlin 1978, ISBN 3-87975-156-0 (Neuauflage ebd., mit einem Nachwort von Frieder Otto Wolf, Hamburg 2022, ISBN 978-3-96488-148-9).
- Philosophie und spontane Philosophie der Wissenschaftler. (Schriften Band 4), Argument, Hamburg 1985.
- Machiavelli. Montesquieu. Rousseau. (Schriften Band 2) Argument, Hamburg 1987.
- Écrits philosophiques et politiques. Bd. I und II. Stock, Paris 1994 und 1995.
- Die Zukunft hat Zeit. Fischer, Frankfurt a. M. (Original: L’avenir dure longtemps. geschrieben 1985, veröffentlicht 1992)
- Philosophy of the encounter: later writings, 1978–1987. Verso, London 2006.
- Materialismus der Begegnung. Diaphanes, Zürich-Berlin 2010, ISBN 978-3-03734-112-4.
- Einleitung in die Philosophie für Nichtphilosophen. Passagen, Wien 2018, ISBN 978-3-7092-0282-1.
- Als Marxist in der Philosophie. Passagen, Wien 2018, ISBN 978-3-7092-0320-0.
- Philosophie und Marxismus. Ein Gespräch mit Fernanda Navarro. Passagen, Wien 2019, ISBN 978-3-7092-0355-2.
- Was tun? Turia + Kant, Wien/Berlin 2020, ISBN 978-3-85132-957-5. (Original: Que faire? PUF/Humensis, Paris 2018)
- Marx in seinen Grenzen und andere Texte. Aus dem Französischen von Julien Veh und Jan Philipp Weise, herausgegeben von Ivo Eichhorn, Simon Gurisch, Julien Veh und Jan Philipp Weise, Neue Deutsch-Französische Jahrbücher, Frankfurt am Main 2023, ISBN 978-3-949153-05-1.

Unter der Leitung von Frieder Otto Wolf ist eine Veröffentlichung der Gesammelten Schriften von Louis Althusser in acht Bänden geplant (diese umfasst bisher nicht Althussers Autobiographie). Die Werke erscheinen seit Winter 2010, zunächst beim VSA Verlag sowie bei Suhrkamp. Im Dezember 2010 wurde mit einer Neuherausgabe von Ideologie und ideologische Staatsapparate der erste Teilband der Reihe veröffentlicht. Im Mai 2011 erschien erstmals eine vollständige Übersetzung von Für Marx. Im Dezember 2014 folgte die vollständige Übersetzung von Das Kapital lesen beim Westfälischen Dampfboot, wo auch alle anderen weiteren Bände erscheinen sollen.
- Ideologie und ideologische Staatsapparate, 1. Halbband: Michel Verrest Artikel über den studentischen Mai; Ideologie und ideologische Staatsapparate; Notiz über die ISA, hrsg. von Frieder Otto Wolf, Hamburg 2010.
- Über die Reproduktion, Ideologie und ideologische Staatsapparate, 2. Halbband: Fünf Thesen über die Krise der katholischen Kirche; Über die Reproduktion der Produktionsverhältnisse, hrsg. von Frieder Otto Wolf, Hamburg 2012.